# Fingar
Fingar o Gwinear (italianizzato in Guignero) (... – Cornovaglia, ...; fl. VI secolo) è un martire irlandese, venerato come santo dalla Chiesa cattolica.

## Biografia
Fingar sarebbe nato in Irlanda e si sarebbe convertito al cristianesimo grazie a San Patrizio. Dopo aver trascorso del tempo in Bretagna, si sarebbe trasferito in Cornovaglia con altri sette (o settecentosettantasette) compagni, dove avrebbe subito il martirio sotto re Tewdwr dopo essere sbarcato ad Hayle. La leggenda vuole che Fingar e i suoi compagni siano stati gettati in una fossa piena di serpenti.

## Storicità
Fingar è uno dei due antichi santi cornici la cui agiografia è sopravvissuta allo scisma anglicano. Una Life of Gwinear fu scritta nel XIV secolo da un prete di nome Anselmo e viene a volte attribuita ad Anselmo di Canterbury. La veridicità della vicenda è stata messa in dubbio dagli storici. Sabine Baring-Gould sostenne che un gruppo di cristiani irlandesi esiliati dal regno di Osraige sarebbe giunta a Penwith nel V secolo e la leggenda di san Fingar rispecchierebbe questi eventi.